# Júmeihó
A kocuban júmeihó vagy röviden júmeihó ( 骨盤湧命法; 湧命法; Hepburn: Kotsuban yūmeihō; yūmeihō) a keleti masszázstechnikák egyike. 
Olyan komplex, ízületstimuláló és energetikai elemeket is tartalmazó egész testes gyúrás, amelynek célja a test szimmetriájának, és ezzel harmonikus működésének fenntartása. 
A masszázst elsősorban mozgásszervi panaszok kezelésére alkalmazzák, de sportteljesítmények fokozására, betegségek megelőzésére és kialakult betegségek gyógyítására, stresszoldásra is hatásosan[forrás?] alkalmazható.
Kivitelezése kényelmes ruhában (vékony, pamut melegítő és póló) történik. A kezelőhely nem masszázságy, hanem a földre terített nem túl puha szivacs (tatami). 
A júmeihó technikája, alapfogásai a saolinból származnak. Maszajuki Szaiondzsi dolgozta ki 1978-ban. Magyarországon 1990 óta ismert.